# Мерчик (станція)
Ме́рчик — проміжна залізнична станція Сумської дирекції Південної залізниці на лінії Кириківка — Люботин між зупинними пунктами Просторе та Газове, за 40 км від станції Харків-Пасажирський. Розташована у селищі Привокзальне Богодухівського району Харківської області.

## Історія
Станція відкрита 1878 року. 
У 1978 році станцію електрифіковано в складі дільниці Мерефа — Люботин — Мерчик.
У майбутньому планується в ході електрифікації у напрямку станції Суми переобладнати у станцію стикування.

## Пасажирське сполучення
На станції зупиняться усі приміські поїзди Сумського напрямку. 